# Daïra d'El Amra
Pour les articles homonymes, voir El Amra.
La daïra d'El Amra est une circonscription administrative algérienne située dans la wilaya d'Aïn Defla. Son chef-lieu est situé sur la commune éponyme d'El Amra.

## Communes
La daïra regroupe les trois communes d'El Amra, Arib et Mekhatria.